# Manuel dos Santos Filho
Manuel dos Santos Filho (Guararapes, 22 febbraio 1939) è un ex nuotatore brasiliano, ex detentore del record mondiale e medaglia di bronzo nel 100 metri stile libero ai Giochi olimpici di Roma nel 1960.

## Biografia

### Infanzia
A 4 anni, Manuel trascorse alcuni mesi in ospedale, ricoverato per ricorrenti minacce di polmonite e malattie simili, delle quali il suo organismo soffriva. Suo padre vide nel nuoto la salvezza di quel dramma. Prima di compiere undici anni, all'inizio del 1950, Manuel studiava a Rio Claro, nel Gymnasium Koelle, un college tedesco. Il ragazzo si ritrovò lontano dalla sua famiglia, che vedeva solo durante le vacanze e la "settimana santa". A Rio Claro, nella rigida disciplina del college, Manuel si adattò bene al programma di nuoto. In una piscina da 20 metri, sotto la guida di Bruno Buch, il suo primo maestro, iniziò ad allenarsi, competere e a formare la squadra di atleti.
Il più forte nuotatore del gruppo era un ragazzo di tre anni più vecchio di Manuel, di nome João Gonçalves Filho, futuro campione e detentore del record sudamericano nel nuoto a dorso e atleta in vari sport, che ha partecipato a varie Olimpiadi nel nuoto e nella pallanuoto.